# 歌川春光
歌川 春光（うたがわ はるみつ、生没年不詳）とは、明治時代から昭和時代にかけての日本画家。

## 来歴
豊原周春の門人。本姓は戸田、名は不明。三河吉田藩の士分の家に生まれ、幼少時に東京に出て周春の門人となり、のちに春光と称す。武岡豊太（号、楽山）が所蔵の歌川派の絵を臨模させたところ、「皆会心の作ならざるはなし」という出来栄えだったので、武岡は春光に歌川を名乗ることを勧め、よって歌川春光と称することになったという。それが大正7年（1918年）頃のことである。昭和12年（1937年）の『改訂古今書画名家一覧表』には「現代浮世絵名家」の中に「武蔵　歌川春光」とあり、この当時まだ存命で東京近隣の関東圏に住んでいたことがうかがえる。

## 作品
- 「松風村雨の図」[2]
- 「慈愛の図」
- 「隅田川」　絹本着色　駿府博物館所蔵[3]